# Superliga 2007/08 (Türkei)
Die Saison 2007/08 war die 16. Spielzeit der Superliga, der höchsten türkischen Eishockeyspielklasse. Meister wurde zum fünften Mal in der Vereinsgeschichte Polis Akademisi ve Koleji. Istanbul TED Koleji nahm gar nicht erst den Spielbetrieb auf und stieg direkt in die zweite Spielklasse ab.

## Hauptrunde

### Modus
In der Hauptrunde absolvierte jede der sieben Mannschaften insgesamt zwölf Spiele. Die vier bestplatzierten Mannschaften qualifizierten sich für die Playoffs, in denen der Meister ausgespielt wurde. Der Letztplatzierte stieg direkt in die 2. Liga ab. Für einen Sieg erhielt jede Mannschaft drei Punkte, bei einem Unentschieden gab es ein Punkt und bei einer Niederlage null Punkte.

### Tabelle
|    | Klub                                   | Sp | S  | U | N  | Tore   | Punkte |
| -- | -------------------------------------- | -- | -- | - | -- | ------ | ------ |
| 1. | Kocaeli Büyükşehir Belediyesi Kağıt SK | 12 | 11 | 0 | 1  | 132:25 | 33     |
| 2. | Polis Akademisi ve Koleji              | 12 | 11 | 0 | 1  | 135:31 | 33     |
| 3. | Başkent Yıldızları SK                  | 12 | 8  | 0 | 4  | 102:62 | 24     |
| 4. | TED Ankara Kolejliler SK               | 12 | 6  | 0 | 6  | 89:100 | 18     |
| 5. | İstanbul Paten SK                      | 12 | 3  | 1 | 8  | 46:80  | 10     |
| 6. | Büyükşehir Belediyesi Ankara SK        | 12 | 1  | 1 | 10 | 29:152 | 4      |
| 7. | Anka SK                                | 12 | 1  | 0 | 11 | 41:124 | 3      |

Sp = Spiele, S = Siege, U = Unentschieden, N = Niederlagen

## Playoffs

### Halbfinale
- Kocaeli Büyükşehir Belediyesi Kağıt SK – TED Ankara Kolejliler SK 18:4
- Polis Akademisi ve Koleji – Başkent Yıldızları SK 6:2

### Spiel um Platz 3
- TED Ankara Kolejliler SK – Başkent Yıldızları SK 9:10

### Finale
- Kocaeli Büyükşehir Belediyesi Kağıt SK – Polis Akademisi ve Koleji 1:4